# Újjászületés (kereszténység)
Az újjászületés (újonnanszületés, újraszületés, görög eredetű műszóval palingenézis) a kereszténységben olyan kifejezés, amelyet a megtéréshez (szellemi újraszületéshez), keresztséghez vagy az üdvösséghez kapcsolódik.

## Az újjászületés bibliai alapja
A keresztény használat János evangéliumának 3. fejezetéből származik, amely egy Nikodémus nevű zsidó főember Jézussal való beszélgetését írja le:
Vala pedig a farizeusok közt egy ember, a neve Nikodémus, a zsidók főembere. Ez jöve Jézushoz éjjel, és monda néki: Mester, tudjuk, hogy Istentől jöttél tanítóul; mert senki sem teheti e jeleket, amelyeket te teszel, hanem ha az Isten van vele. Felele Jézus és monda néki: Bizony, bizony mondom néked: ha valaki újonnan nem születik, nem láthatja az Isten országát. Mondta néki Nikodémus: Mimódon születhetik az ember, ha vén? Vajjon bemehet-é az ő anyjának méhébe másodszor, és születhetik-é? Felele Jézus: Bizony, bizony mondom néked: Ha valaki nem születik víztől és Lélektől, nem mehet be az Isten országába. A mi testtől született, test az; és a mi Lélektől született, lélek az. Ne csodáld, hogy azt mondám néked: Szükség néktek újonnan születnetek. A szél fú, a hová akar, és annak zúgását hallod, de nem tudod honnan jő és hová megy: így van mindenki, a ki Lélektől született. 
Újszövetség, János evangéliuma 3:1-8 (Károli biblia)
A legtöbb keresztény felekezet egyetért abban, hogy a valóban keresztény embernek újjá kell születnie, a fenti szakasz alapján. Ennek pontos módjáról az Apostolok cselekedeteiről írt könyv szól, ahol Szent Péter (Péter apostol) a következő módon foglalja össze a kereszténnyé válás lépéseit hallgatóságának:
Péter pedig monda nékik: Térjetek meg és keresztelkedjetek meg mindnyájan a Jézus Krisztusnak nevében a bűnöknek bocsánatjára; és veszítek a Szent Lélek ajándékát. Mert néktek lett az ígéret és a ti gyermekeiteknek, és mindazoknak, kik messze vannak, valakiket csak elhív magának az Úr, a mi Istenünk.
Újszövetség, Apostolok cselekedetei 2:38-39 (Károli biblia)
A kereszténnyé válás lépéseiként a megtérést, a vízben való keresztséget, valamint a Szent Lélek (más néven Szent Szellem) ajándékának vételét (elnyerését) adja meg.

## Az újjászületés és reinkarnáció közötti eltérés
Az újjászületés nem azonos a reinkarnációval, hanem azzal ellentétben álló dolgot jelent: nem a szellem új testben való megszületését jelenti, amit a biblia kizár, hanem emberi szellem Isten Igéje és Szelleme által való megújítását, az ember földi életének egy konkrét eseményeként.
"És miképen elvégezett dolog, hogy az emberek egyszer meghaljanak, azután az ítélet…"
Zsidókhoz írt levél 9:27
"Mint a kik újonnan születtetek nem romlandó magból, de romolhatatlanból, Istennek ígéje által, a mely él és megmarad örökké."
Péter első levele 1:23
"Nem az igazságnak cselekedeteiből, a melyeket mi cselekedtünk, hanem az ő irgalmasságából tartott meg minket az újjászületésnek fürdője és a Szent Lélek megújítása által"
Tituszhoz írt levél 3:5

## Az újjászületés és keresztség viszonya
Egyes felnőttkeresztséget gyakorló közösségek nézete szerint a keresztelés az újjászületési folyamat végét jelöli meg. 